# Muráň
Muráň (in ungherese Murányalja, in tedesco Untermuran) è un comune della Slovacchia facente parte del distretto di Revúca, nella regione di Banská Bystrica.
Il villaggio fu menzionato per la prima volta nel 1321 come insediamento sotto il castello di Muráň.